# We Could Be the Same
We Could Be the Same (türkisch: Aynı Olabilirdik) ist ein Lied der türkischen Nu-Metal-Band maNga und deren Beitrag zum Eurovision Song Contest 2010, der am 29. Mai in Fornebu/Bærum in der Nähe von Oslo stattfand.

## Hintergrund
Bereits im Januar 2010 wurde bekannt, dass die Band die Türkei beim Eurovision Song Contest vertreten werde. Zu dieser Zeit bereitete die Band bereits aktiv ihre Songvorschläge vor. Im Februar schickte die Band drei Liedvorschläge an den türkischen Fernsehsender TRT, der den teilnehmenden Beitrag für den Wettbewerb auswählte. Alle Lieder sind in englischer Sprache verfasst. Am 3. März gab TRT bekannt, dass We Could Be the Same der offizielle türkische Beitrag beim ESC sein werde. Am selben Tag erschien das Lied auch als Download-Single. Text und Musik des Songs wurden von Sänger Ferman Akgül und Evren Özdemir verfasst. Die CD-Single, die von Sony Music Entertainment produziert wird, wurde am 20. Mai 2010 veröffentlicht.

## Erfolg

### Eurovision Song Contest
Im zweiten Halbfinale belegte der Song den ersten Platz mit 118 Punkten vor Safura (Aserbaidschan; 113 Punkte) und Sofia Nizharadze (Georgien; 106 Punkte).
Beim Eurovision Song Contest 2010, der am 29. Mai 2010 in Fornebu/Bærum in der Nähe von Oslo stattfand, erreichte der Song mit 170 Punkten knapp vor Rumänien (162) den zweiten Platz und musste lediglich Lena mit ihrem Song Satellite den Vortritt lassen. 
Die Band bekam aus Aserbaidschan, Frankreich und Kroatien jeweils zwölf Punkte.

#### Punkteverteilung beim ESC 2010 für die Türkei
- 12 Punkte: Aserbaidschan, Kroatien, Frankreich
- 10 Punkte: Deutschland, Bosnien und Herzegowina, Bulgarien, FYR Mazedonien, Vereinigtes Königreich
- 8 Punkte: Ukraine, Niederlande, Rumänien, Albanien
- 7 Punkte: niemand
- 6 Punkte: Belgien, Estland, Dänemark
- 5 Punkte: Georgien, Schweden
- 4 Punkte: Litauen
- 3 Punkte: Belarus, Finnland, Schweiz, Spanien, Serbien
- 2 Punkte: Slowenien, Norwegen
- 1 Punkt: Irland
- 0 Punkte: Armenien, Zypern, Griechenland, Island, Israel, Lettland, Malta, Moldau, Polen, Portugal, Russland, Slowakei

Die Türkei kann sich beim ESC wie die anderen Länder ebenfalls nicht selbst wählen.

### Nach dem ESC
Der Song erreichte am 4. Juni 2010 den 29. Platz der schwedischen Charts. Es ist die erste Chartplatzierung der Band außerhalb des eigenen Landes. Eine Woche später stieg der Song auch in den Schweizer Charts ein und belegte dort den 56. Platz.

## Musikvideo
In ihrem offiziellen Musikvideo, das für Eurovision zur Präsentation ihres Songs produziert wurde, sieht man die Band auf einem verlassenen Fabrikgelände. Um die Band herum befinden sich mehrere Menschen, die sich während des ganzen Videos nicht bewegen. Manche von diesen haben Waffen und tragen Kriegsbemalung. Lediglich zwei Menschen schwingen zum Beginn und am Ende des Videos weiße und schwarze Flaggen.
Bei der Choreographie im Halbfinale und im Finale des Eurovision Song Contests sieht man die Band und einen Roboter, welcher sich im Verlaufe des Songs bewegt und sich gegen Ende des Songs „entpuppt“.

## Inhalt
In dem Song geht es um die Liebe des Protagonisten zu einer unbekannten Frau. Er beschreibt sie als seinen Traum und meint, dass sie weit mehr sein könnte, als sie sich selbst wert ist. Im weiteren Verlauf sagt er, dass die Welt eine Bühne für ihn ist und die Liebe ein nie endendes Drama. Er macht ihr klar, dass sie die anderen gemeinsam mit ihren Waffen schlagen können. Im Refrain sagt der Protagonist, dass er in sie verliebt ist, ohne jedoch ihren Namen zu kennen. Er sagt auch, dass sie zumindest für eine Nacht gleich sein könnten, was andeuten soll, dass die Protagonisten unterschiedliche Charakterzüge besitzen.